# Новогеоргиевка (Абанский район)
Новогеоргиевка — деревня в Абанском районе Красноярского края России. Входит в состав Новоуспенского сельсовета.

## История
Хутор Ново-Георгиевка был основан в 1914 году. По данным 1926 года на хуторе имелось 24 хозяйства и проживало 122 человека (в основном — русские). Административно Ново-Георгиевка входила в состав Зимниковского сельсовета Абанского района Канского округа Сибирского края.

## География
Деревня находится в восточной части Красноярского края, на левом берегу реки Киска (приток реки Абан), примерно в 10 км (по прямой) к северо-востоку от посёлка Абан, административного центра района. Абсолютная высота — 243 метра над уровнем моря.

## Население
| 1926 | 1989 | 2002 | 2010 |
| ---- | ---- | ---- | ---- |
| 122  | ↘28  | ↘26  | ↗28  |

Гендерный состав
По данным Всероссийской переписи населения 2010 года в гендерной структуре населения мужчины составляли 53,6 %, женщины — соответственно 46,4 %.
Национальный состав
Согласно результатам переписи 2002 года, в национальной структуре населения русские составляли 100 % из 26 чел.

## Улицы
Уличная сеть деревни состоит из одной улицы (ул. Трактовая).